# Свети Илия (Веселчани)
Вижте пояснителната страница за други значения на Свети Илия.
„Свети Илия“ (на македонска литературна норма: „Свети Илија“) е православна възрожденска църква в прилепското село Веселчани, Северна Македония. Църквата е под управлението на Преспанско-Пелагонийската епархия на Македонската православна църква.
Църквата е гробищен храм, разположен южно от селото. Издигната е и осветена на 28 септември 1857 година от митрополит Венедикт Византийски. Има красив дървен изписан възрожденски иконостас. Изписана е в 1860 година от „Станко Зограф, мияк от Крушево“.
- Ктиторският надпис
- Зографският изписването
- „Въведение Богородично“